# Nattkappa

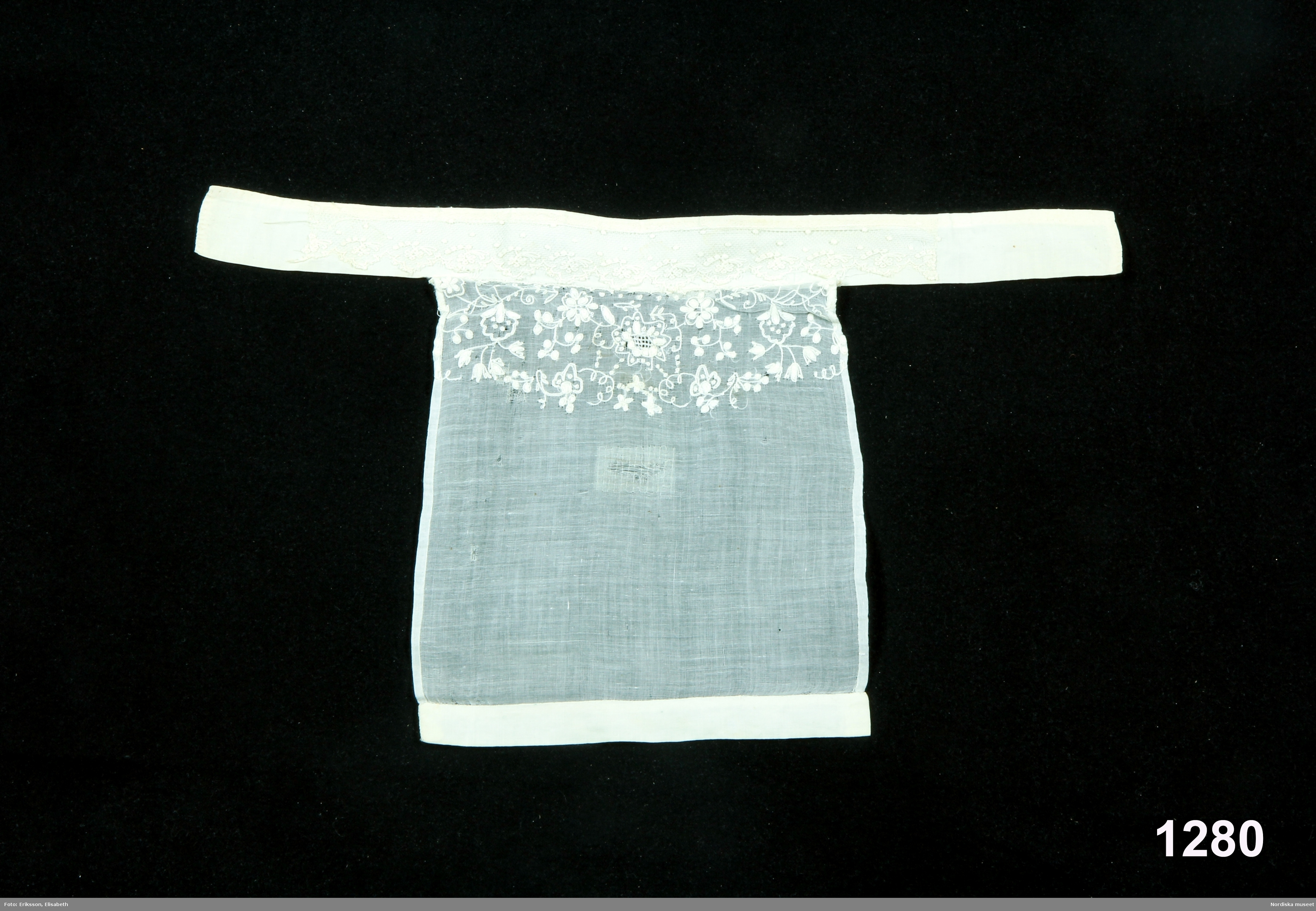
Nattkappa i glesvävt tuskaftat bomullstyg.

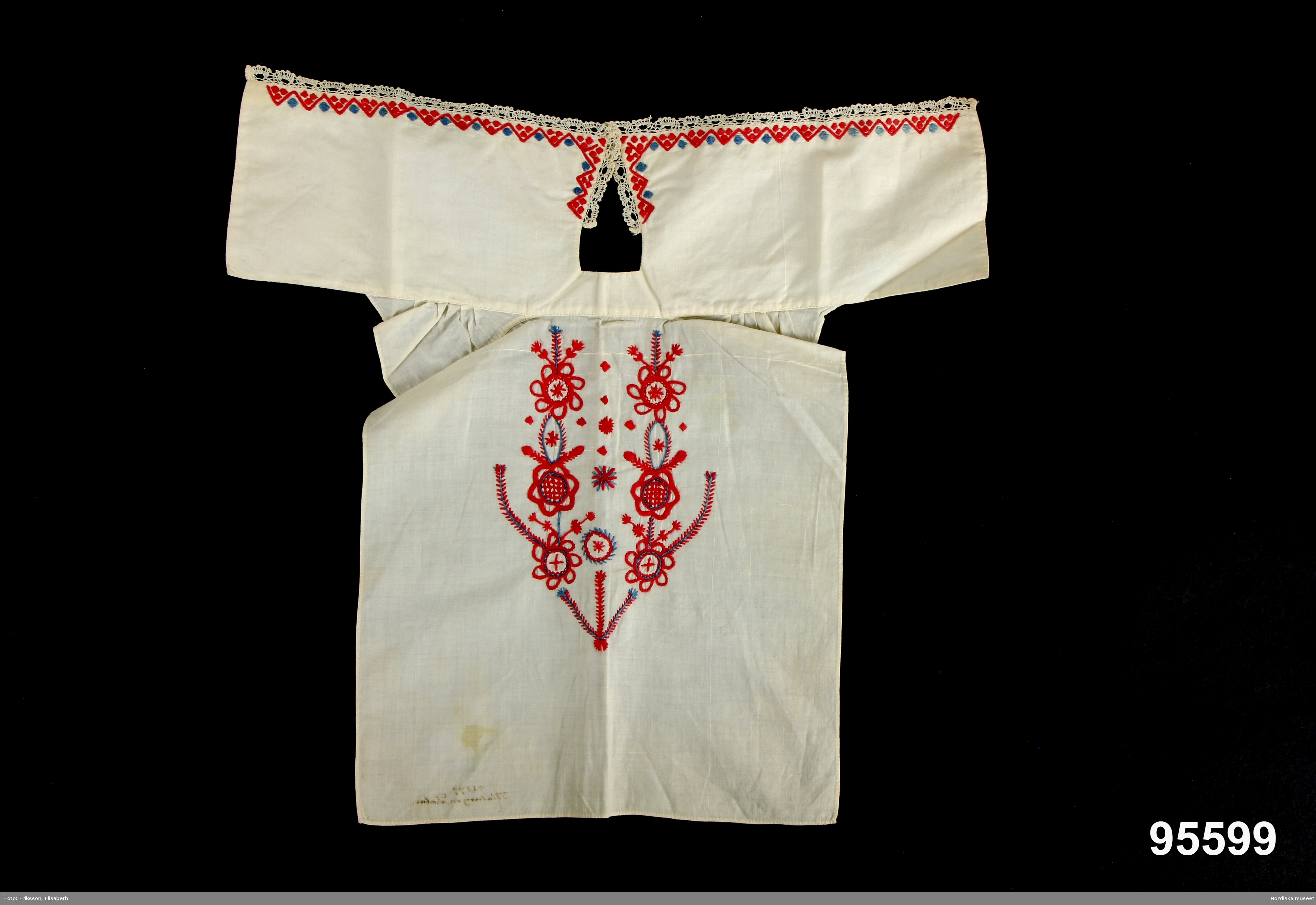
Nattkappa till brudgumsdräkt, vit med broderier i rött och blått.

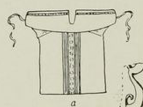
Skiss av nattkappa till Häverö mansdräkt.

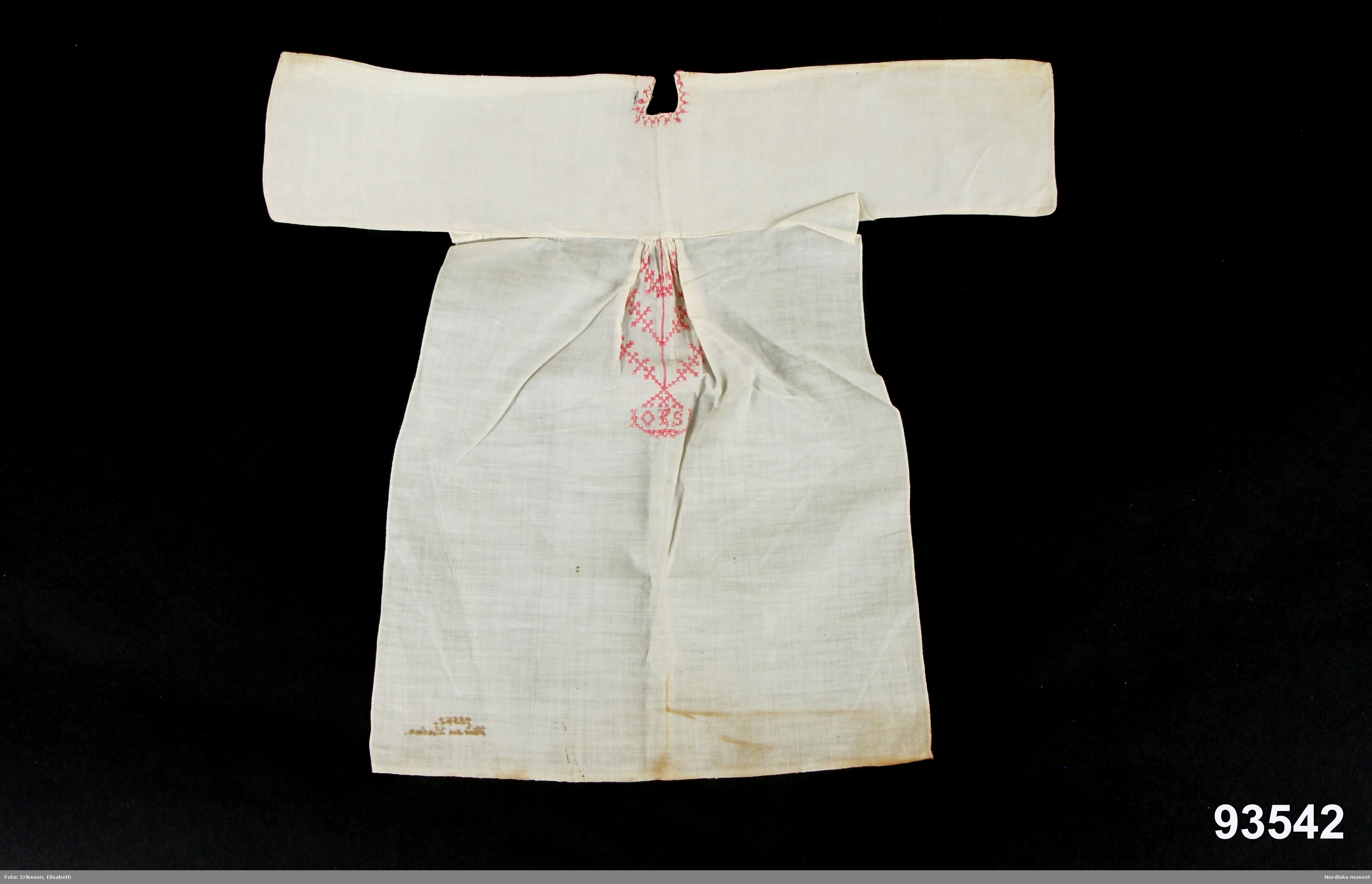
Nattkappa av tuskaftat bomullstyg.

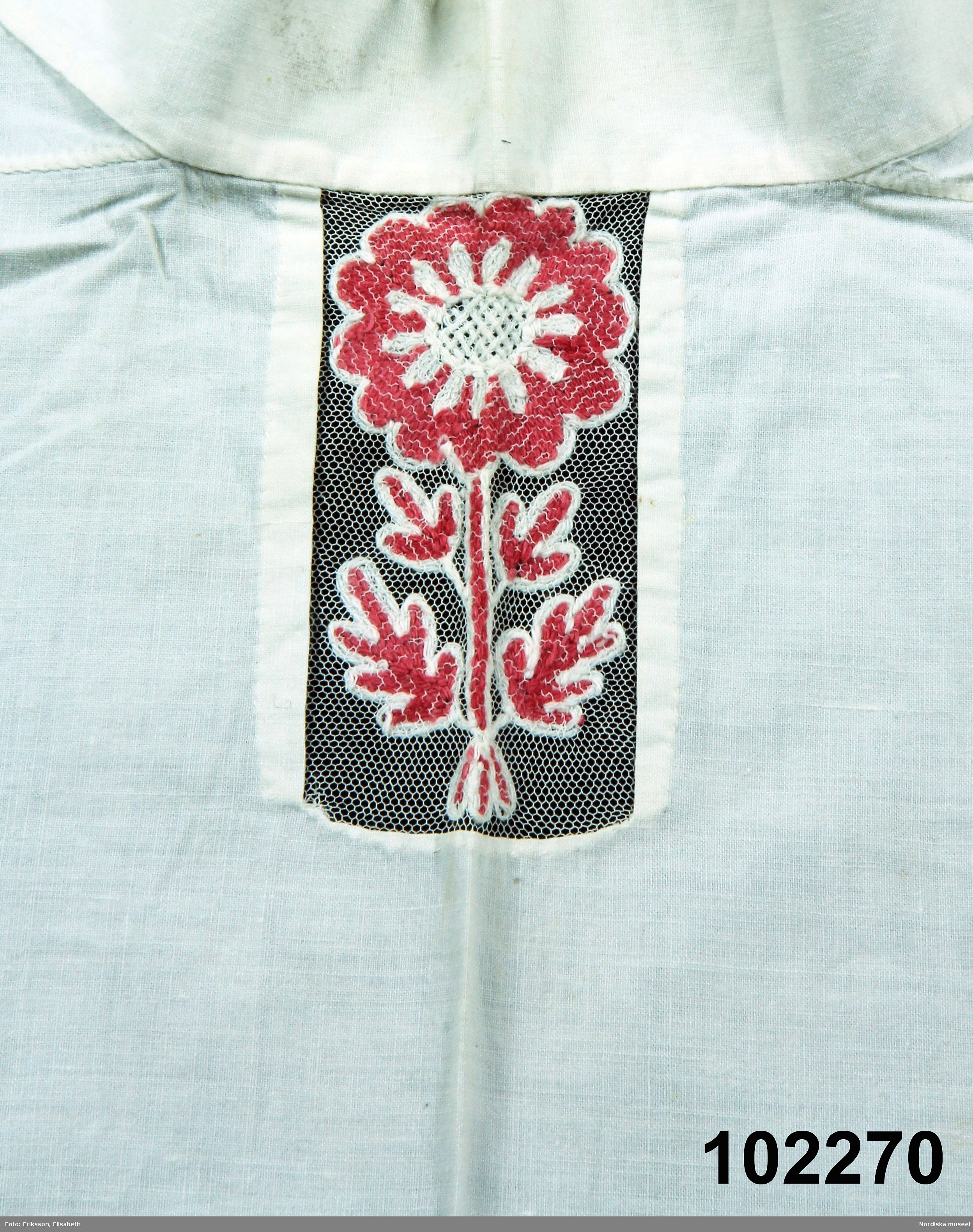
Nattkappa med tyllinsättning.

Nattkappa är ett löst skjortbröst, ofta med löskrage, av fint vitt linne eller bomull som läggs ovanpå en skjortkrage för män eller en särks krage för kvinnor. Namnet är en omskrivning av "nack kappa", och har alltså inget med sömn att göra. Detta plagg har även kallats chemisett. Den läggs ovanpå skjortkragen och knyts fast med hjälp av ett vikt halskläde under kragen. Den användes för att ge ett fylligare intryck och skyddade samtidigt skjortkragen. Man kunde då på ett enkelt sätt se hel och ren ut genom att ta på sig sin nattkappa, och blev då snabbt finklädd. Alla fläckar på skjortan doldes då när västen sattes på. Den skjorta som man förr i tiden både sov och arbetade i behövde då inte tvättas lika ofta.
Nattkappan brukas fortfarande till flera Svenska folkdräkter: bl.a. till manlig Ydre häradsdräkt, Österåkersdräkt, Åhldräkt, Toarpsdräkt och Gagnefdräkt med flera; och till kvinnlig Vingåkersdräkt där flera kragar på varandra gav ett fylligare intryck. Kragen är försedd med spets Österåkersdräkten och Vingåkersdräkten, och hos Häverödräkten är den försedd med mellanspets. Hos Toarpsdräkten bärs den stärkt. Till Stora Tuna-dräkten har de funnits med olika korsstygnsbroderier.
Klädesplagget omnämns i Carl Michael Bellmans Fredmans epistel n:o 41: "Vid et tilfälle då Christian Wingmark miste sin nattkappa i Slagsmålet med Mollberg".